# Dario Tadić
Dario Tadić (sinh 10 tháng 5 năm 1990) là một cầu thủ bóng đá Áo đang thi đấu cho TSV Hartberg.
Sinh ra ở Odžak, SR Bosnia và Herzegovina, Nam Tư, anh quyết định thi đấu cho U-19 Áo.